# Louis Howard Miller
Louis Howard Miller (Baltimore, 4 de fevereiro de 1935) é um parasitologista estadunidense, que trabalha com malária.
Miller obteve o bacharelado em 1956 no Haverford College, com um M.D. em 1960 na Universidade Washington em St. Louis. Completou sua residência no Hospital Mount Sinai em Nova Iorque. Em 1964 obteve um mestrado na Universidade Columbia. Em 1964/1965 foi fellow dos Institutos Nacionais da Saúde no Cedars-Sinai Medical Center e de 1965 a 1967 pesquisador no SEATO Medical Research Laboratories em Bangkok. A partir de 1967 foi professor assistente e depois professor de medicina tropical na Faculdade de Medicina da Universidade Columbia. De 1971 a 1992 chefiou o departamento de malária do Laboratório de Doenças Parasitárias. Foi a partir de 1995 chefe do Laboratório de Doenças Parasitárias e é chefe da Seção de Biologia Celular da Malária no Instituto Nacional de Alergia e Doenças Infecciosas, onde trabalha desde 1992.
Recebeu em 1985 o Prêmio Paul Ehrlich e Ludwig Darmstaedter. Miller é membro da Academia Nacional de Ciências dos Estados Unidos, da Associação Americana para o Avanço da Ciência e do Instituto de Medicina da Academia Nacional de Ciências dos Estados Unidos.